# Алексеевка (Якутия)
Алексе́евка (якут. Алексеевка) — село в Олёкминском районе Республики Саха (Якутия) России. Входит в состав Саныяхтахского наслега.

## География
Село находится в юго-западной части Якутии, на левом берегу реки Туолба, на расстоянии примерно 208 км (по прямой) к востоку от Олёкминска, административного центра района. Абсолютная высота — 130 м над уровнем моря.
Климат
Климат характеризуется как резко континентальный. Средняя температура воздуха самого тёплого месяца (июля) составляет 18 °C; самого холодного (января) — −30 − −35 °C. Среднегодовое количество атмосферных осадков составляет 200—300 мм.
Часовой пояс
Село Алексеевка находится в часовой зоне МСК+6. Смещение применяемого времени относительно UTC составляет +9:00.

## Население
| 2002 | 2010 | 2021 |
| ---- | ---- | ---- |
| 15   | ↘4   | ↘0   |

Половой состав
По данным Всероссийской переписи населения 2010 года в гендерной структуре населения мужчины составляли 100 %.
Национальный состав
Согласно результатам переписи 2002 года, в национальной структуре населения эвенки составляли 60 %, эвены — 33 %.

## Улицы
Уличная сеть села состоит из одной улицы (ул. Речная).